# Nicolás Alfredo Alessio

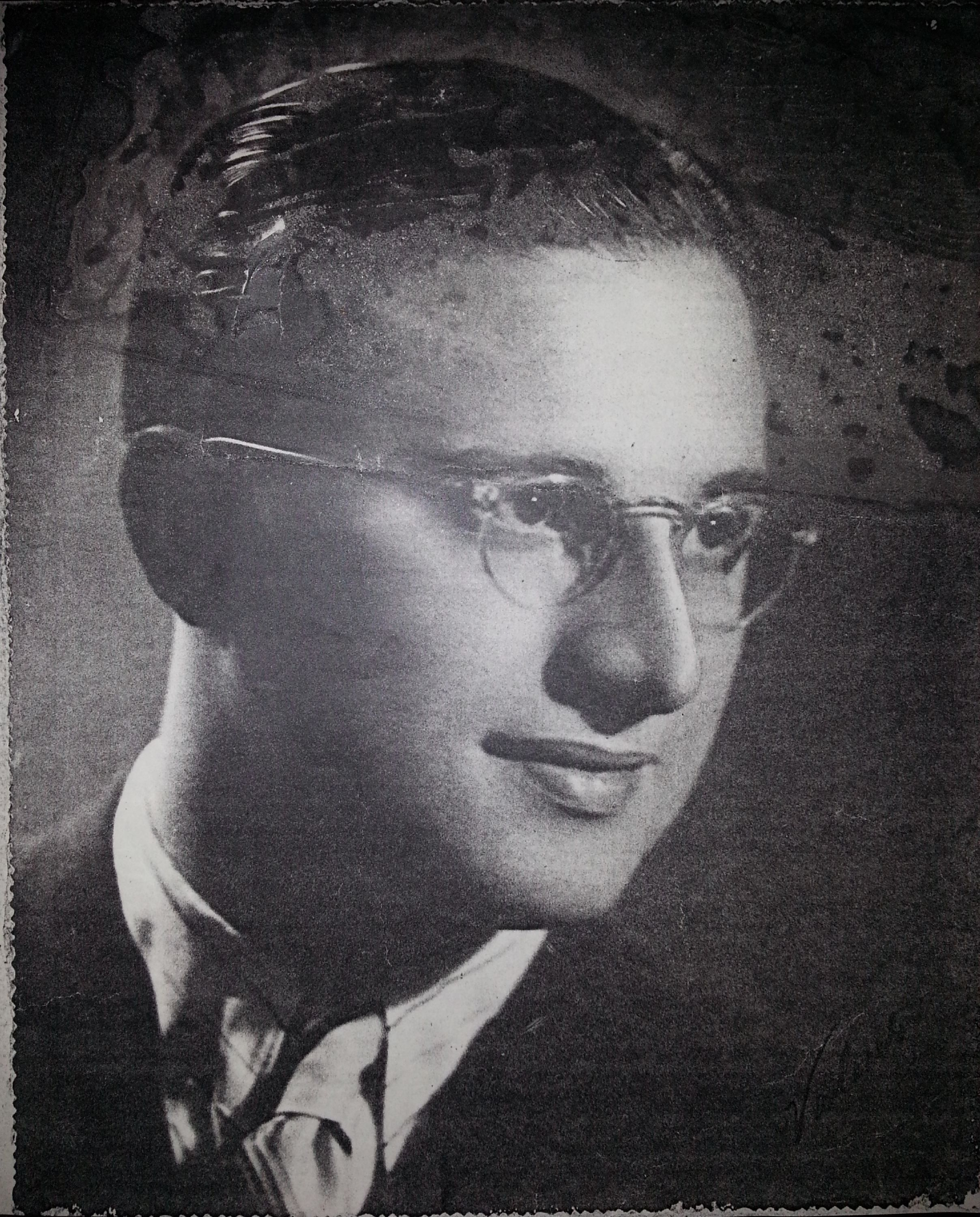
Nicolás Alfredo Alessio en su juventud

Nicolás Alfredo Alessio (Santa Fe, 13 de febrero de 1919 - Córdoba, 25 de agosto de 1985) fue un músico, compositor y docente argentino.

## Biografía

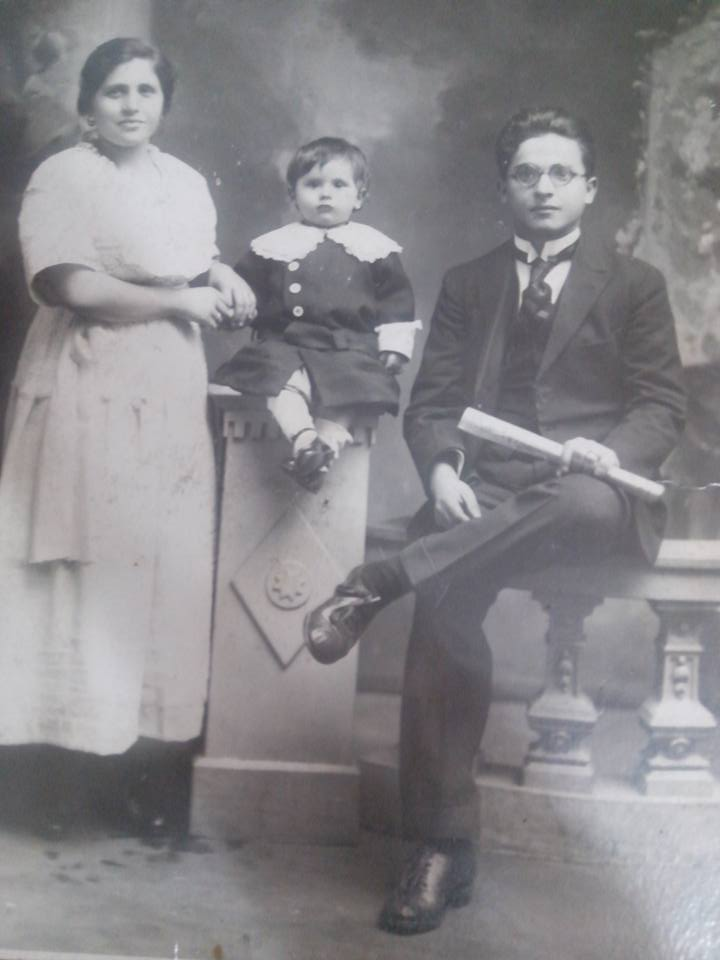
Nicolás Alfredo Alessio junto a sus padres, Filomena De Francesco y José Alessio. 1920.

Hijo de Filomena de Francesco y José Alessio, Nicolás fue el mayor de cinco hermanos (lo siguieron Mario, Emilio, José y Luis), todos ellos avocados a la actividad musical. A los 4 años de edad inició su formación musical bajo la dirección de su padre, perfeccionándose luego con el profesor José De Nito. Egresó en septiembre de 1939 del Profesorado Nacional de Música de la Escuela Normal N°2 Juan María Gutiérrez, obteniendo el primer lugar como estudiante. Ferviente admirador de Alexander Brailowsky, adquirió su estilo añadiéndole características propias. Fueron sus autores predilectos en la música pura Antonio Vivaldi, Johann Sebastian Bach y Joseph Haydn. En la literatura pianística, exclusivamente Franz Listz y Frédéric Chopin.  Profesionalmente, inició su carrera como concertista, celebrando su primera presentación a los 14 años de edad en la ciudad de Rosario. Se desempeñó como pianista y asesor musical (1938-1945) y como Director de la Orquesta "Achalay" (1944) de LT8 Radio Rosario. Asimismo, fue pianista de la Filarmónica de Rosario y de la Biblioteca Bernardino Rivadavia. Acompañó al piano a artistas y cantantes destacados como: Zlatko Topolsky (violinista), Elba ODuyer (soprano), Lita Sorribas de la Haye (soprano), Pedro Vidal (primer violín de la Escuela Municipal de Barcelona) y Josephine Baker (cantante). En 1946, en el Teatro "El Círculo" estrenó su Concierto para piano, en coautoría con su hermano Mario, dirigiendo él mismo a la Sinfónica de Rosario. En 1947 integró el prestigioso trío de cuerdas "Alessio-Farruggia-Funoll", junto a Pedro Farruggia y Gustavo Funoll.
En 1941 comenzó su labor docente en el Nivel Medio como Profesor de Música del Liceo Avellaneda de la ciudad de Rosario, cargo que también ejerció en 1946 en la Escuela Nacional N°2 de Colonias Nacionales de Puerto Borghi, en 1948 en la Escuela Carcelaria N°3 de Rosario y en 1949 en el Colegio Nacional Cristo Rey de la misma ciudad. A partir de 1946 impartió sus primeras clases en el Nivel Superior, como Profesor de Teoría y Solfeo y Piano en el Profesorado Normal de Música anexo a la Escuela Normal N°2 "Juan María Gutiérrez" de Rosario. Por fuera del área musical, se desempeñó como Profesor de Literatura (1942-1949) en el Colegio Nacional Cristo Rey y como Profesor de Moral y Maestro Interino de Enseñanza General en la Escuela Técnica N°1 de la Nación, ambas en la ciudad de Rosario.

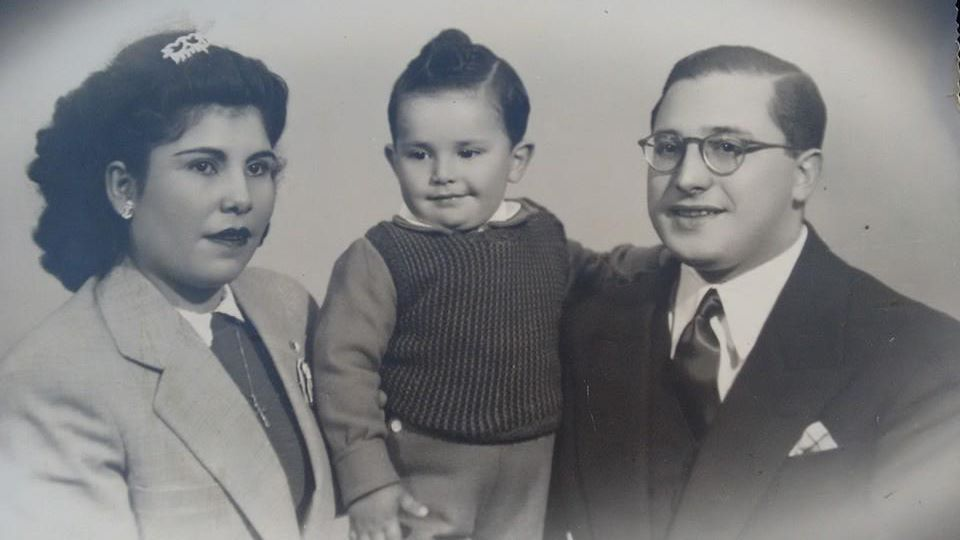
Orlanda Maldonado, Nicolás Alessio y su pequeño hijo, Carlos Alberto Alessio

El 24 de marzo de 1947, en la ciudad de Rosario, contrajo matrimonio con Orlanda M. Maldonado (Saladillo, 11 de mayo de 1925 - Córdoba, 3 de diciembre de 2015), con quien tuvo tres hijos: Carlos Alberto (n. 1945), Beatriz Leonor (n. 1949) y Marta Noemí (n. 1955).
En 1951 se trasladó junto a su familia a la ciudad de Córdoba. En 1953 fue designado como Director y profesor de Historia, Estética y Acústica del Conservatorio Provincial de Música de Córdoba "Félix T. Garzón", cargos de los que fue violentamente despojado tras el golpe de Estado de 1955. Posteriormente, a partir de 1962 ejerció como docente de la entonces Escuela de Artes de la Universidad Nacional de Córdoba, en las cátedras de Armonía, Composición y Audioperceptiva y Piano. Difundió por Radio Nacional y LV2 sus programas Matices y Conversando sobre Música. En el Nivel Medio, impartió clases de música en el Colegio Santo Tomás, entre los años 1958 y 1960. Paralelamente, dictó clases de música y piano en su conservatorio particular, ubicado en barrio Observatorio. Falleció en la ciudad de Córdoba el 25 de agosto de 1985.

## Obras
La obra completa del maestro Nicolás Alfredo Alessio fue inscripta en Estados Unidos en 2016, gracias al impulso y coordinación del músico argentino Fabio Banegas Jiříček y a los descendientes del compositor.

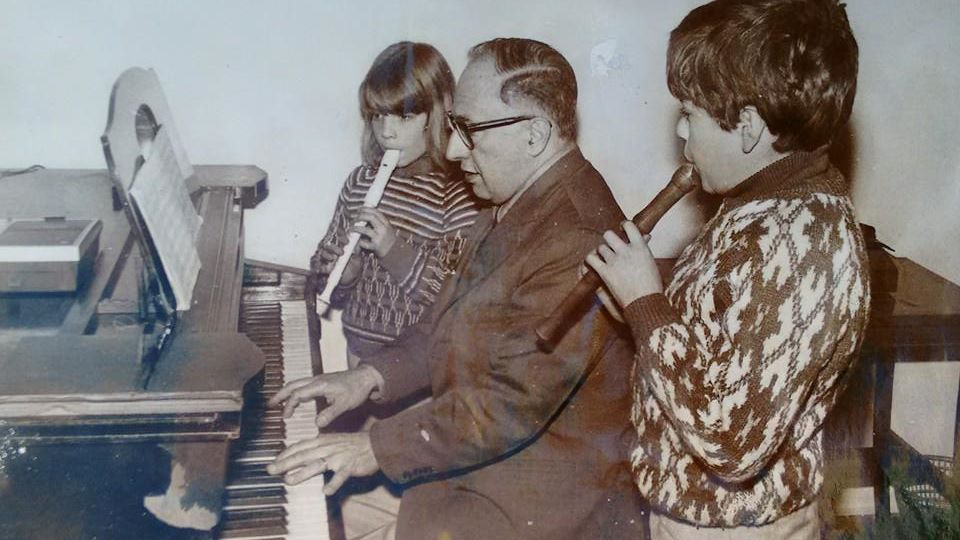
El Profesor Alessio dictando clases de música

### I. Obras para orquesta
- El Libertador, Poema sinfónico
- Ulises (Homero), Poema Sinfónico (Nicolás Alfredo Alessio – José Antonio Bottiroli)
- Urano, Poema Sinfónico
- Poema Calchaquí
- Obra para orquesta, coro con importantes partes percusión y arpa, 1975.
- Flor de los Alpes Edelweiss
- Arreglo sobre Scherzo Tarantela de Weniasky
- Obra para orquesta con piano y arpa obligados
- Primera sinfonía (Boceto para piano)

### II. Obras para orquesta de cuerdas
- Poema azul (Sinfonietta)
  - I. Blue – Allegro
  - II. Tulipán – Andante cantábile
  - III. Ronda de la flores de lino – Presto – Allegro

- Pequeña fantasía para saxo alto, orquesta de cuerdas y timbales.

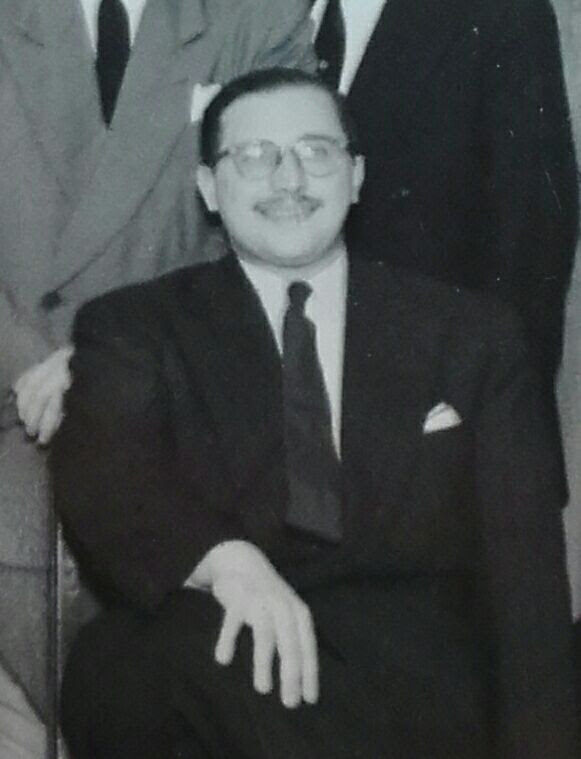
El Maestro Alessio en ocasión del compromiso de José Antonio Bottiroli

- Largo

### III. Obras para orquesta y solista
- Concierto para piano y orquesta en La menor (Mario Alessio – Nicolás Alfredo Alessio)
  - Andante maestoso – Allegro con brío
  - Andante cantábile
  - Moderato – Vivace

- Concierto para chelo y orquesta en Re menor
  - Allegro deciso
  - Adagietto cantábile
  - Vivace

- Concertante para oboe y orquesta en Re menor
  - Allegro maestoso – Allegro deciso
  - Adagietto espressivo
  - Allegro deciso

- Concierto para corno y orquesta
  - Allegro
  - Andante con moto

- Pequeña fantasía para saxo alto, orquesta de cuerdas y timbales. (Misma que aparece en obras para orquesta)
- Obra para viola solista y orquesta en La m (Reducción de la orquesta, viola faltante)
  - Allegro
  - Andante
  - Allegro

- Ojos negros – Capricho (Sobre un tema de la canción popular rusa de mismo nombre, cadencia de violín de Vicente Lendino)
- Arreglo de “Scherzo Tarantela” de Weniasky, para violín solista, orquesta y piano obligado.
- Impresión sinfónica para piano y orquesta de Rhapsody in Blue de Gershwin por N. A. Alessio

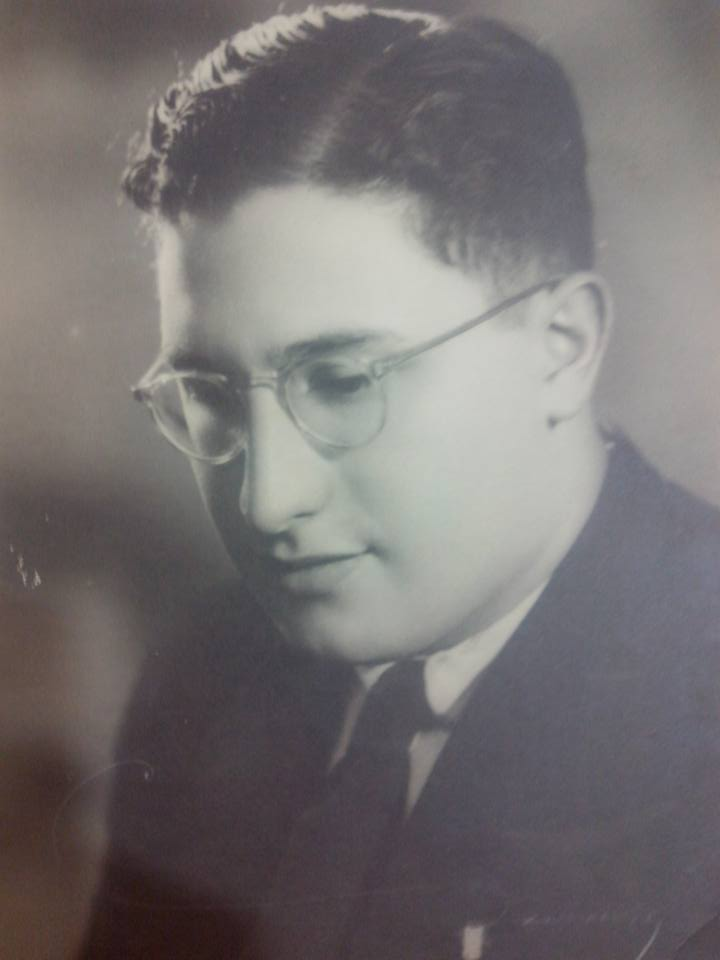
El compositor en su juventud.

### IV. Obras para piano
- España, Pequeña suite española, Opus 1 en Fa # M

- Preludio y fuga en Re b M
- Tema variado (Aire variado) en Re M
- Malambo Opus 17 en Sol M
- Obras para la familia
  - Carlitos, Opus 31, No. 2 – Marziale
  - Beatriz, Opus 31, No. 1 – Allegretto
  - Pepito, Opus 32, No. 1 – Allegretto
  - Mario, Opus 32, No. 2 – Presto
  - Luisito, Opus 33 – Moderato
  - Mamá, Opus 34 (Rasgos) – Allegretto
  - Papá, Opus 35 (Estudio) – Allegro appasionato
  - Emilio, Opus 37
  - Orlanda, Opus 31, No. 3

- Rasgos de la Colección Etopeyas Musicales No. 1 (Misma que mamá Opus 34)
- Estudio de la Colección Etopeyas Musicales No. 2 (Misma que mamá Opus 35)
- Imagen de la Colección Etopeyas Musicales No. 3
- Perfil de la Colección Etopeyas Musicales S/N
- Simple Aven Opus 30 No. 2
- Capricho en La M
- Preludio y fuga en Si Mayor
- Burlesca en La b Mayor
- Semblanza para piano sobre un tema de José Alessio
- Sonatina para piano en La Mayor
- José. Etopeya musical para piano en Fa # M
- Pequeña obra para piano en La menor

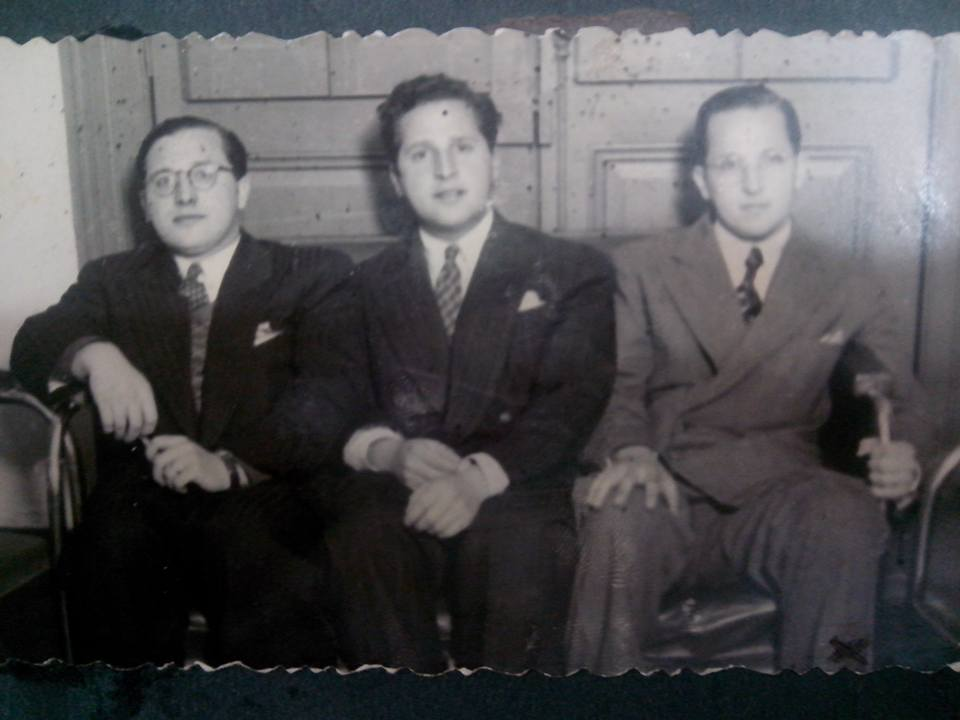
Nicolás, Mario y Emilio Alessio.

- Sonatina para piano en La Mayor
- Milonga de H de Nito, arreglo de N. A. Alessio
- El flautero, Allegretto mosso en Sol M
- London, Suite. Transcripción pianística y abreviada de Coven Garden Tarantela de Eric Goates
- (Coral), Giga, Zarabanda, a. Vergara
- Largo en Sol b Mayor, obra de Bottiroli
- Vals en Si menor (pequeño)
- Variaciones sobre un tema de Mozart
- El Changuito, Bailecito de Bartolomé Tabeoner
- Sin título. Obra para piano en La meno
- Take Five (Desmond) en 5/4 en Mi B menor
- El flautero (Da capo con 6 bemoles)
- Pequeña obra para piano en Do menor (puede ser de José Alessio por el tipo de caligrafía)

### V. Obras corales

#### A. Coro mixto
I. Sacra
1. Con orquesta

- Ofrecimiento y Vía Crucis

- Santa Cecilia para coro y cuerdas

2. Con piano
- Himno popular a la Santísima Virgen del Valle
  - Coro – Moderato
  - Estrofas I y II – Andante
  - Estrofas III y IV – Andante
  - Estrofa V y VI – Allegretto con moto

- Noche de paz (Gruber). Arreglo para coro mixto y piano

3. A cappella
- Misa ciudadana

I. Suplica – Moderato
II. Gloria – Moderato deciso
III. Credo – Moderato
IV. Trisagio – Andantino
V. Cordero de Dios – Moderato
Súplica
Trisagio – Andantino
Padre Nuestro – Allegretto tranquilo
Cordero de Dios – Moderato
Gloria – Moderato deciso
Credo – Moderato
- Responsorio

- Santa María

II. Secular
1. Con orquesta
- Eva Perón
- Poema Calchaquí (misma que aparece en obras para orquesta)

2. A cappella
- El pollito

- Estilo
- Madrigal criollo
- Mariquita
- Versión coral sobe “Estudio de Acosta”
- Vidala del cardón
- 5 números para coro mixto

#### B. Coro a tres voces iguales

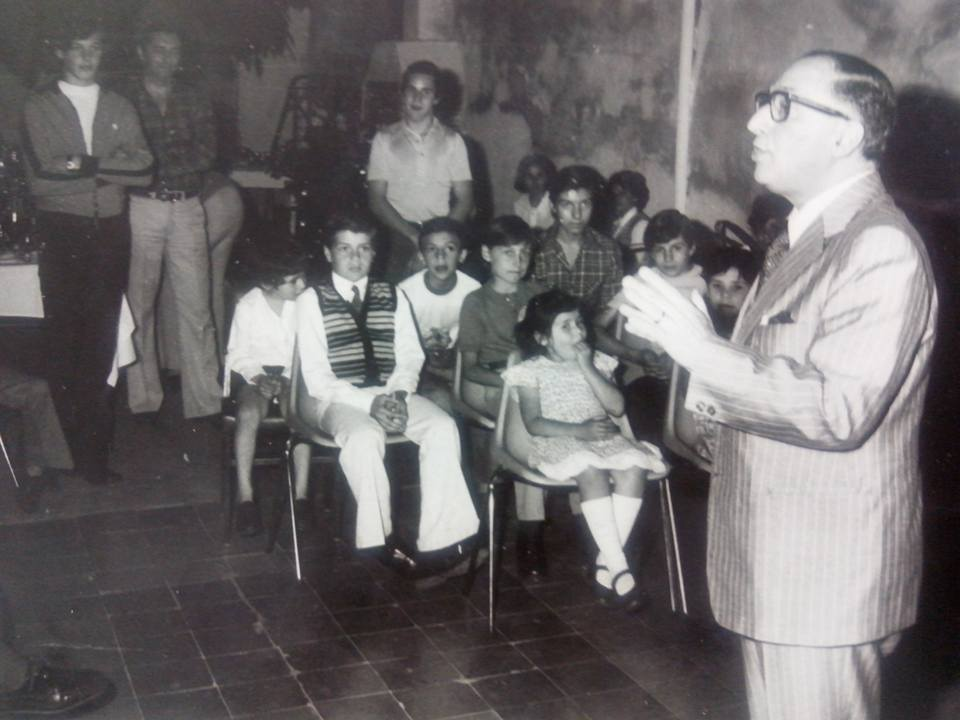
Disertando en el Día de la Música, Córdoba, 1974.

A. Sacra
1. Con orquesta
- San José de Calasanz

2. A cappella
- Sancta María

b. Secular a cappella
- Fiambalá (3 voces femeninas)
- Mariquita
- Sombrerito
- Pala Pala
- Cántico Medieval
- (Madre)

### VI. Obras para música de cámara

#### A. Dúos
A. Flauta y piano
- Sonata para piano y flauta en La M
  - Moderato
  - Andante
  - Allegro

- Pequeña obra para piano y flauta (a Noemí)
- Sonatina I. De Paul Hindemith, en su libro: “Armonía Tradicional”
- Hamelín (Humorada)
- Vocalice, arreglo de Vocalice Opus 34 No. 14 de Rachmaninoff

b. Chelo y piano
- Allegro para chelo y piano en Fa M

c. Violín y piano
- Una nota obstinada, Capricho No. 1
- Habanera, Homenaje a Ravel
- Piano y violín, pequeña obra en La menor

d. Oboe y piano
- Adaptación para trío de “Melodía de José Alessio”

e. Clarinete y piano
- Melodía para clarinete en Si b de José Alessio. Incompleta falta el piano

f. Dos pianos y piano a cuatro manos
- Ensayo, para dos pianos
- Tres miniaturas, para piano a cuatro manos
- Páginas dispersas. Obra de José Alessio (padre del compositor)
  - Vidalita en La menor
  - Tango íntimo en La Mayor
  - El ciclón en Sol menor
  - Inquietud en La Mayor
  - Claridad en Re menor

g. Violín y Guitarra
- Santa Lucía para guitarra y violín. (obra póstuma)

h. Dúo de violines
- To My Wife, Study para dos violins

i. Guitarra y piano

#### B. Tríos
- Trío Allegro en Sol M para piano, violín y chelo
- Fuga para flauta, oboe y saxo alto en Mi bemol
- Manifestaciones para dúo de flautas y piano
  - Otoño
  - Primavera
  - Invierno
  - Verano

- Sonata en Do Mayor de Sor. Transcripción para piano acompañando a la guitarra
- Gris (bagatela) para flauta dulce, flauta y guitarra
- Tricomía Opus 29, para piano, corno en Fa y oboe
- Estudio para piano, corno y oboe
- Obras breves para flautas, piano y saxos
- Claro de luna para guitarra, voz y piano
- Arreglo de “Peer Gynt” de Grieg, para tres pianos
  - Allegretto pastoral
  - Andante doloroso
  - Mazurca
  - Alla marcia
  - Allegro furioso
  - Allegretto vivace
  - Allegro agitato
  - Andante

- Melodía de José Alessio. Adaptación para trío de NAA (Sólo parte del piano)

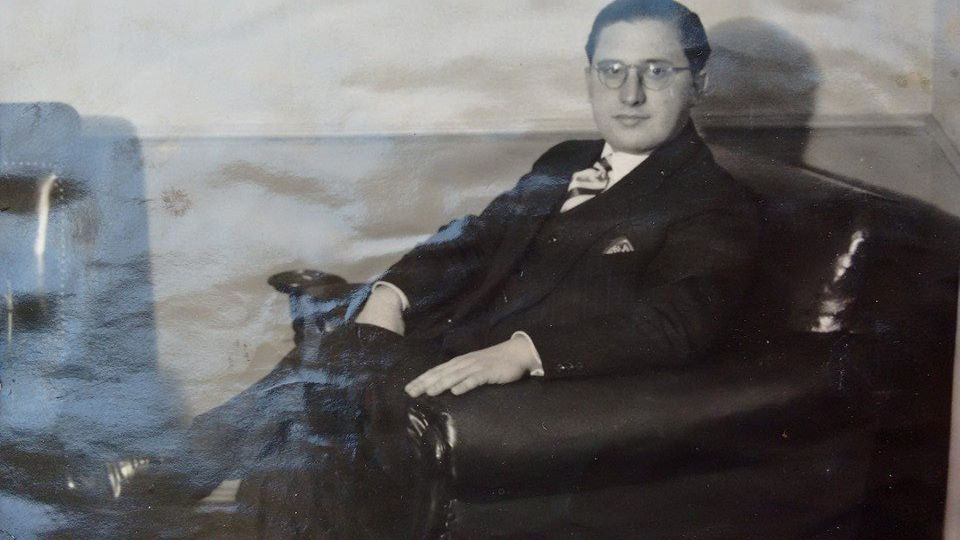
Nicolás Alfredo Alessio.

#### C. Cuartetos de cuerdas
- Atonal, sobre un esquema de José Antonio Bottiroli
- Los llantos de una muñeca, cuarteto de cuerdas
- Adagio para cuerdas 3,1416 “π (pi)”
- Largo
- Pictóricas (4 bocetos)
  - 1.er Cuadro. Lento – Allegro
  - 2.º cuadro. Andante maestoso
  - 3.er Cuadro. Vivace
  - Sin título (Coda)
- Música de cámara para cuarteto de cuerdas
  - 1. Allegro moderato
    - Larghetto
    - Allegretto
    - Molto allegro

- - 2. Moderato (Trío)

- - 3. Adagio
    - 1. Moderato

- Tinogasteña. Allegro para cuarteto de cuerdas

#### D. Cuartetos de flautas
- Epigrama, tríptico

#### E. Grupos varios
- Plegaria “Melólogo” con piano solista y cuerdas
- Vectores – Presto (Quinteto para saxos) Obra breve para 5 saxos
- Variables, para tres saxos, clarón y timbales
- Claro de Luna, Andante lánguido, para piano, guitarra y voz

#### F. Álbumes musicales para cámara
- Música de cámara y coral, (19 obras cuerdas, vientos y voces)
  - 1. Allegro. Dúo para clarinete si b y clarón Si b
  - 2. Andantino. Dúo para clarinete si b y clarón Si b
  - 3. Allegretto. Dúo para clarinete si b y clarón Si b
  - 4. Lento. Dúo para clarinete si b y clarón Si b
  - 5. Allegro deciso. Dúo para clarinete si b y clarón Si b
  - 6. Moderato. Trío para corno inglés, clarón y fagot
  - 7. Allegro non troppo. Cuarteto de cornos
  - 8. Moderato. Trío para trompeta en Sib, saxo alto en Mib, trombón alto
  - 9. Andante. Trío para trompeta en Sib, corno inglés y saxo tenor
  - 10. Moderato. Cuarteto para flauta, oboe, corno inglés y percusión (bongo y triángulo)
  - 11. Allegretto. Coro mixto para sopranos, tenores y barítonos (Ven mi dulce....)
  - 12. Allegro. Trío para dos voces femeninas (soprano, contralto) y barítono (Jesús hermoso....)
  - 13. Allegro. Cuarteto xilofón, vibrafón, celesta, pandereta
  - 14. Allegretto. Cuarteto para melódica, guitarra común, guitarra eléctrica (bajo) y tamboril.
  - 15. Moderato. Trío para saxos: soprano en sib, alto en Mi b y barítono en Mi b
  - 16. Moderato. Dúo para bandoneón y saxo tenor en Sib
  - 17. Allegro. Trío pada dos violines y viola.
  - 18. Andantino. Trío para niño y dos flautas
  - 19. Moderato. Cuarteto para violín, tenor, bajo y campanas tuburales (Verdenk mir’s nicht...)

- Folklore Catamarqueño. Colección para Piano Solo y Canto Piano
  - La Tinogasteña, zamba para poiano y canto
  - El Flautero, gato para piano
  - Zamba de Reynoso, zamba para piano
  - Serenata, serenata catamarqueña para piano y canto
  - Dice que no me quiere, zamba para piano y canto
  - Fiambalá, vidala para piano y canto
  - El Pajonalista para piano
  - Sueño de amor, serenata catamarqueña para piano y canto
  - Te Quiero, zamba para piano y canto
  - Los Carreros, gato para piano
  - La Jurista, zamba para piano y canto

- Suplemento al método para trompa (Corno)
  - Coral 1 para piano y 5 cornos
  - Coral 2 para piano y 5 cornos
  - Coral 3 para piano y 5 cornos
  - Coral 4 para piano y 5 cornos
  - Coral 5 para piano y 5 cornos
  - Canto a 3 voci para 4 cornos
  - R. Wagner, Gigfrido 2.º atto. Para corno solo
  - Matilde (Sbrabran) para corni y cuarteto de cuerdas (Chelo o Basso). Andantino
  - Oro del Rhin. Para 8 cornos
  - Coro nell’oratorio. Dúo de cornos
  - Concerto grosso en Fa de Bach. Para dúo de piano
  - Guglielmo Tell (G. Rossini). Allegro para 4 cornos
  - Cinco Dúos
  - Allgretro, Lieto, Soave, Ioraggioso – Animato, Con fuoco – Vivace
  - El crepúsculo de los Dioses (R. Wagner). Alquanto Lento para 8 cornos. Mi m
  - Coral No. 1 para piano y 4 cornos con dos versiones para los cornos
  - Coral No. 2 para piano y 3 cornos
  - Coral No. 3 para piano y 4 cornos
  - Coral para piano y 4 cornos. 4 Versiones A, B, C y D

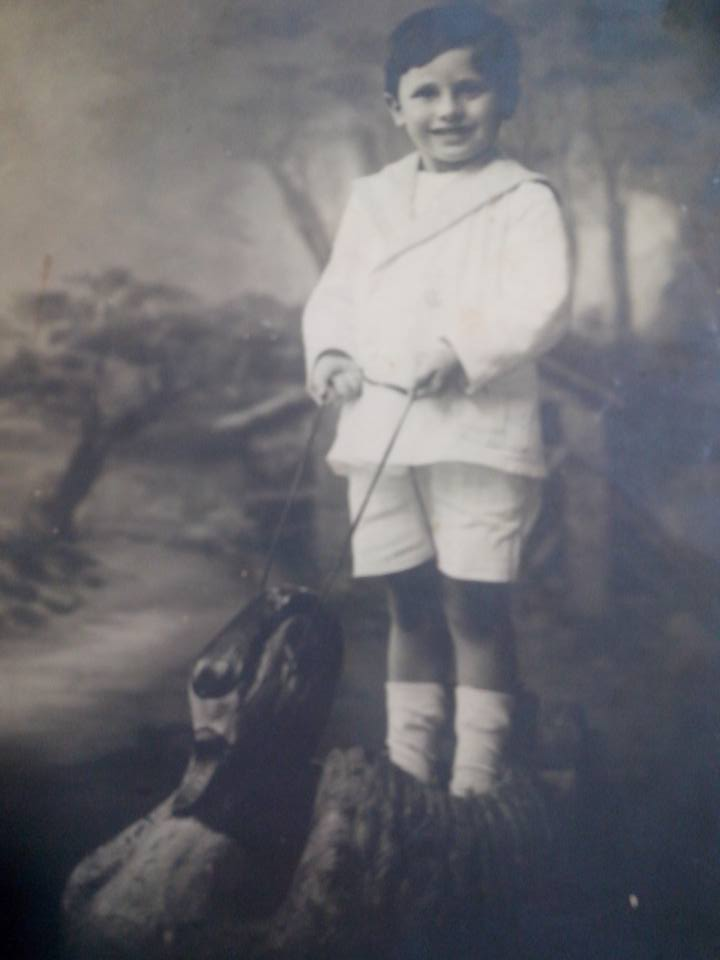
Nicolás Alfredo Alessio, 4 años.

### VII. Obras para canto y piano
- Zamba para mi tristeza en Mi m
- Devant la mer (M Bouchon) Opus 46. Letra de M, Bouchon
- Nochebuena. Poema homónimo de José Antonio Bottiroli
- Poema del niño amor. Letra de Ernestina Acosta
- Barcarola. Letra de A. G. Doncel
- Berta. Etopeya Musical. Letra de Amado Nervo
- Vértigo y Asco
- Claro de Luna, para piano, guitarra y canto
- Nuestra marcha. De la Escuela Normal de Maestros No. 3 de Rosario. Letra: Sánchez Queirolo (sólo parte de piano)

### VIII. Obras para instrumentos solos
A. Flauta sola
- Sonata para flauta, en La menor
- Variaciones sobre un tema de J. S. Bach, Jesús alegría del hombre (Cantata 147)

b. Guitarra sola
- Improvisación para guitarra en La m
- Gato en Sol Mayor
- Ad líbitum – Allegretto para guitarra en La m

c. Violín
- Arreglo de Adagio de Albinoni (1.ª versión)
- Arreglo de Adagio de Albinoni (2.ª versión)

d. Flauta dulce soprano
- Bolero de Ravel en Do Mayor

### IX. Obras para la composición musical
- Curso de composición musical
  - Armonía tradicional: libro 1
  - Armonía tradicional: libro 2
  - Armonía politonal
  - Armonía atonal
  - Armonía analógica
  - Armonía particular

- Contrapunto musical
  - Contrapunto musical básico
  - Contrapunto musical aplicativo

- Apunte de cadencias, acorde en 6/4 y modulación
- Pequeños grandes apuntes de armonía sobre la modulación. Sólo una página – incompleto
- Trocado e imitaciones
- Sinopsis sobre la inversión de acordes
- Sinopsis sobre el registro de los instrumentos
- 57 Elaboraciones sobre un acorde
- Ejercicio de trocado e imitación
- Estudio para las notas de paso
- Ejercicio sobre unísono
- Estudio de contrapunto
- Sinopsis sobre la extensión de las voces humanas
- Sinopsis sobre el registro de los instrumentos
- 28 aplicaciones de textos a melodías

### X. Obra musicológica
- Catamarca: Danzas y canciones. Análisis rítmico y artículos afines. Por Ángel Aníbal Galarza y Nicolás Alfredo Alessio

### XI. Obras para el estudio de la teórica musical
- Solfeo (hablado). Curso práctico y sintético

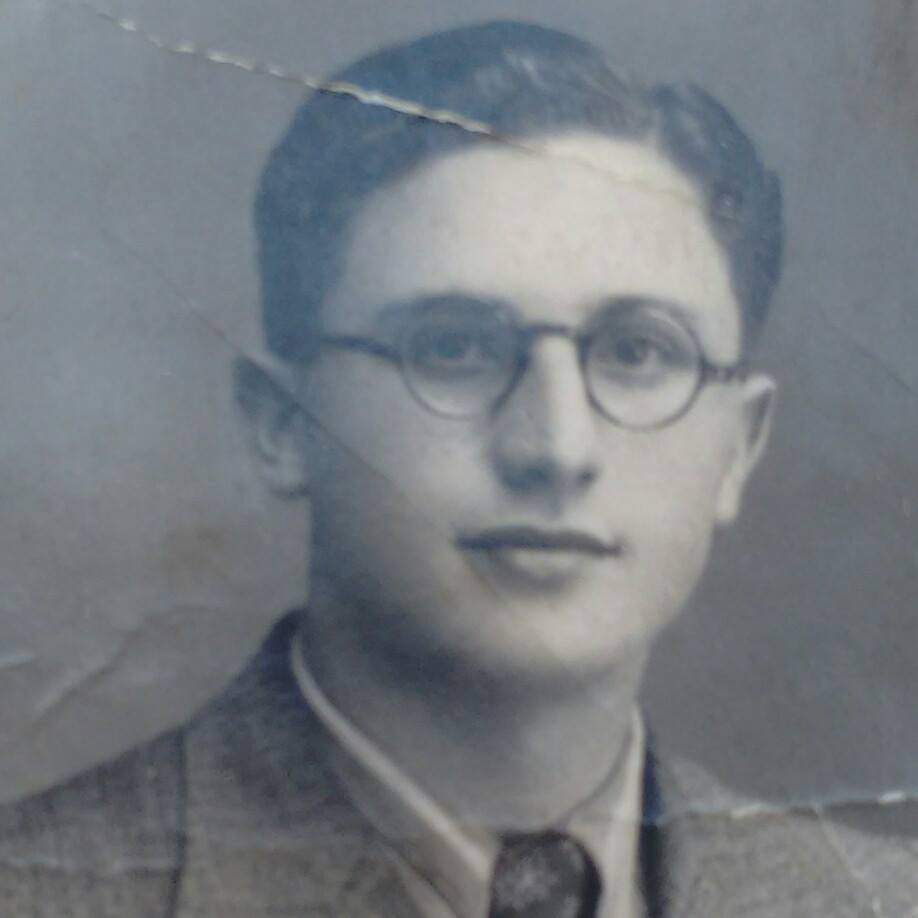
Nicolás Alfredo Alessio a sus 18 años.

- Teoría Musical Pitagórica
- Solfeo ejercicio #8 al #32 y #40
- Sinopsis sobre las escalas
- Solfeo, 34 lecturas
- 36 ejercicios de solfeo

### XII. Obras pedagógicas diversas
- Método de improvisación pianístico, estilo jazz (primera lección)

- Método de improvisación pianístico, estilo jazz.

A. Blues
1. Trabajo sobre las 3.as y 5.as
2. “Bajo caminante” sobre anterior
3. Mano izquierda desarrollada sobre...
4. Sobre 2 melodía en blanca
5. Sobre 2 melodía en negras
6. Sobre 2 libre
B. Turn-around
C. Cifrado – Progresión
D. Forma
1. Forma AABA
2. Forma ABABA, armonía sofisticada
3. Elaboración, simplificada
4. Forma AA, con armonía sofisticada más Coda sobre pedal de Do con armonía libre.
5. Trocado
21 Ejercicios
Blues escalas (descendentes)
- Estudio para flauta
  - Fígaro (Minué de Alberdi)
  - Figarillo (Minué de Alberdi)
  - La esperanza (Vals de Alberdi sobre motivo de Bellini
  - La moda (Minué de Alberdi)
  - 16 Valses de Brahms

- Melodías para flauta para tocar con el Köhler Op. 218
  - Ejercicios números: 1 – 3 – 4 – 5 – 6 – 7 – 9 – 10 – 11 – 12 – 14 – 16 – 17 – 24.

- Sinopsis sobre la evolución de los instrumentos
  - Cordófonos:
    - Laúdes punteados
    - Laúdes punteados – de arcos

  - Aerofonos
    - Trompetas – órganos – flautas – instrumentos de lengüeta

  - Membranófonos
  - Idiófonos

- Sinopsis sobre danzas folklóricas argentinas
  - Carnavalito
  - Bailecito
  - Zamna
  - Gato
  - Chacarera

- Lectura melódica
  - La bella aldeana
  - Dónde vas buen caballero?
  - Haga tuto guagua
  - Canción argentina
  - Arrorró
  - Bajó un ángel
  - Adiós invierno
  - Princesa Isabel
  - Diana popular
  - Se va la barca
  - Triste peruano
  - Canción alemana
  - Canción checa.
  - Canción brasileña
  - Canción colombiana

- 10 pequeñas piezas sobre temas populares (para el pianista principiante)
  - Ay – Ay – Ay
  - Cumpleaños feliz (3 versiones)
  - Canto de Navidad
  - Vidalita
  - Zamba
  - La firmeza
  - Malambo
  - Las Lavanderas
  - Don Agustín
  - Mambrú
- 6 Temas populares para flauta
  - Con el vito
  - Córtame un ramito verde
  - Tres hojitas, madre
  - Duerme, niña duérmete
  - Jota
  - La madre de Dios

- Selección de ejercicios para la técnica pianística del método de Pozzoli

### XIII. Apuntes, partes y bocetos diversos
- Letra para canciones
  - La Canción del estudiante
  - Himno a San Martín
  - Ave María (Schubert)
  - Baguala de Vega (4 voces)
  - Boca cerrada, flauta y bombo
  - Bachiller en Re m en tres voces
  - La despedida
  - Baguala tradicional
  - La barchetta

- Parte de chelo. Allegro – Moderato en Sol M
- Parte de violín. Allegro – Moderato en Sol M
- I y II en Do M
- Breve arreglo para cuarteto de cuerdas en La menor
- Pares para 1.er violín, 2.º violín y chelo
  - 1.er movimiento (?)
  - Andante
  - Allegro

- Très expressif (incompleta), probablemente una trascripción de autor francés.
- Giuliani. Probable reducción para piano del concierto para guitarra de Giuliani (incompleto)
- Obra para cuerdas, voces en recitativo, piano o arpa en Re Mayor
- Dúo con piano, o reducción para piano, con flauta. Puede ser de Bottiroli
  - Moderato 9/4
  - III Allegro assai 6/8
  - Moderato 2/4
  - Moderato Ȼ

- Giga de Noumenon. Alicia V. (incompleta) en Sol menor para piano
- Dúo simple para piano y flauta en Sol m
- Segmento de obra para piano en Sol M
- Parte para violín en Sol m
- Boceto orquestal inconcluso. Allegro moderato – Allegro
- Piano o Reducción
- Transición obra religiosa coro y orquesta, reducción para piano
- Parte de chelo en Sol menor
- Parte de oboe, Allegro appasionato
- Obra para piano y violín en La M. Incompleto (últimos 4 pentagramas)
- Salmo. Dios hazme un instrumento de tu paz (línea melódica)
- Obra Miniatura con diferente caligrafía música que las NAA para piano en Mi b M
- Fragmento de obra para piano